# Paisaje cultural de Sintra
El paisaje cultural de Sintra es un sitio inscrito en 1995 como Patrimonio de la Humanidad de la Unesco localizado en el municipio de Sintra, en Portugal. El sitio abarca una parte de la Sierra de Sintra e incluye el centro histórico de la villa.
En el siglo XIX, Sintra se convirtió en el primer centro de la arquitectura romántica de Europa. El rey Fernando II transformó un monasterio en ruinas en un palacio, donde la nueva sensibilidad está a la vista, en el uso de elementos arquitectónicos de diversos estilos, gótico, egipcio, morisco y renacentista. Entre los monumentos históricos localizados en la Sierra de Sintra destacan: el Castelo dos Mouros, el Palacio da Pena, el Convento Capuchino, el Palacio Nacional de Sintra, el Palacio de Monserrate y la Quinta da Regaleira.
Otras localizaciones próximas a Sintra ofrecen combinaciones únicas de parques y jardines que tuvieron gran influencia en la arquitectura paisajista europea. El monte donde se sitúan todos los monumentos fue reforestado en el siglo XIX con especies de árboles tanto locales como exóticas de otros países, dando lugar a un entorno natural singular. La sierra, además, está integrada en el Parque natural de Sintra-Cascaes.